# فیلیپو تاسو
فیلیپو تاسو (انگلیسی: Filippo Tasso; ۲۶ اوت ۱۹۴۰ – ۱۷ دسامبر ۲۰۲۱) بازیکن فوتبال اهل ایتالیا بود.
از باشگاه‌هایی که در آن بازی کرده‌است می‌توان به باشگاه فوتبال آلساندریا، باشگاه فوتبال لچه، باشگاه فوتبال آ.اس. رم، باشگاه فوتبال پیاچنزا، باشگاه فوتبال مونتسا، باشگاه فوتبال ساسولو، و باشگاه فوتبال پالرمو اشاره کرد.